# عاري الصدر (سمك)
عاري الصدر (الاسم العلمي: Gymnothorax)، جنس أسماك بحرية من فصيلة الشيقات الموجودة في المحيط الأطلسي والمحيط الهندي والمحيط الهادئ. يشمل أكثر من 120 نوعًا، فهو أكثر أجناس الشيقات أنواعًا.
لاحظ سميث (2012) أن عاري الصدر كما هو معترف به حاليًا هو متعدد العرق، لكنه حذر من أن هناك حاجة لدراسات مقارنة قبل اتخاذ إجراء لإحياء المرادفات العامة لعاري الصدر.